# 李顯 (成化進士)
李顯（1439年—？），字道彰，河南彰德府安陽縣人，明朝政治人物。

## 生平
河南鄉試第七十三名舉人，成化二年（1466年）中式丙戌科會試第二百二十名，三甲第一百八十三名進士。任南康府知府，改王府長史。

## 家族
曾祖李彥忠；祖父李茂，鹽運司副使；父李舉。子李玞。